# Daniel Jones (fútbol americano)
Daniel Jones (Charlotte, Carolina del Norte, 27 de mayo de 1997), apodado Danny Dimes o Vanilla Vick, es un jugador profesional estadounidense de fútbol americano que se desempeña en la posición de quarterback en los Indianapolis Colts, equipo de la National Football League (NFL).

## Carrera
Fue seleccionado en la primera ronda en la Reunión Anual de Selección de Jugadores de la NFL de 2019. Hizo su debut profesional con el equipo New York Giants, donde jugó seis temporadas (2019-2024), después se unió a Minnesota Vikings.